# Hypopyra coerulescentiviridis
Hypopyra coerulescentiviridis là một loài bướm đêm trong họ Erebidae.